# Programa Bozo (2013)
Programa Bozo foi uma reedição do programa de mesmo nome exibido entre 1980 e 1991 que foi novamente produzido e exibido pelo SBT. Nessa ocasião, o programa foi exibido somente aos sábados entre 16 de fevereiro e 4 de maio de 2013. O ator Jean Santos (ex-Patati Patatá) foi o intérprete do palhaço Bozo.
O horário do Sábado Animado foi reduzido das 07:00 às 09:00 somente com os desenhos animados.

## Sobre o programa

### Formato
O programa foi no formato de auditório e contou com as atrações Bozo Tesouro, Cocó Corrida, Salci Fufú Cartola, Bozo Coqueiro, Fórmula Bozo, Bozo Labirinto e Pit Stop do Bozo. A atração também trouxe números de circo, shows de mágicos, além de apresentar talentos mirins que cantam, tocam instrumentos musicais e dançam.

### Fim
No dia 4 de maio de 2013, foi ao ar o último Programa Bozo e nunca mais voltou à programação da emissora, já que não vinha atingindo bons índices de audiência. Na semana seguinte, o Sábado Animado o substituiu - retornando ao seu antigo horário - das 07h às 12h45 - com o rodízio de apresentadores.

### Interpretes
| Ano  | Ator            | Personagem   | Trabalhos Anteriores                                     |
| ---- | --------------- | ------------ | -------------------------------------------------------- |
| 2013 | Jean Santos     | Bozo         | Ex-Patata em Patati Patatá                               |
| 2013 | Murilo Bordoni  | Papai Papudo | Produtor e diretor de palco em Programa do Ratinho       |
| 2013 | Luiz Kan Kan    | Vovó Mafalda | Trabalho em Cameras Escondidas no Programa Silvio Santos |
| 2013 | Marcelino Leite | Salci Fufu   | Faxinildo em Programa do Ratinho                         |